# Серпуховский ярус
| система                                                                          | система      | отдел        | ярус         | Ниж. граница, млн лет |
| -------------------------------------------------------------------------------- | ------------ | ------------ | ------------ | --------------------- |
| Пермь                                                                            | Пермь        | Приуральский | Ассельский   | 298,9 ±0,15           |
| Карбон                                                                           | Пенсильваний | Верхний      | Гжельский    | 303,7 ±0,1            |
| Карбон                                                                           | Пенсильваний | Верхний      | Касимовский  | 307,0 ±0,1            |
| Карбон                                                                           | Пенсильваний | Средний      | Московский   | 315,2 ±0,2            |
| Карбон                                                                           | Пенсильваний | Нижний       | Башкирский   | 323,4 ±0,4            |
| Карбон                                                                           | Миссисипий   | Верхний      | Серпуховский | 330,3 ±0,4            |
| Карбон                                                                           | Миссисипий   | Средний      | Визейский    | 346,7 ±0,4            |
| Карбон                                                                           | Миссисипий   | Нижний       | Турнейский   | 358,86 ±0,19          |
| Девон                                                                            | Девон        | Верхний      | Фаменский    | больше                |
| Деление и золотые гвозди в соответствии с IUGS по состоянию на декабрь 2024 года |              |              |              |                       |

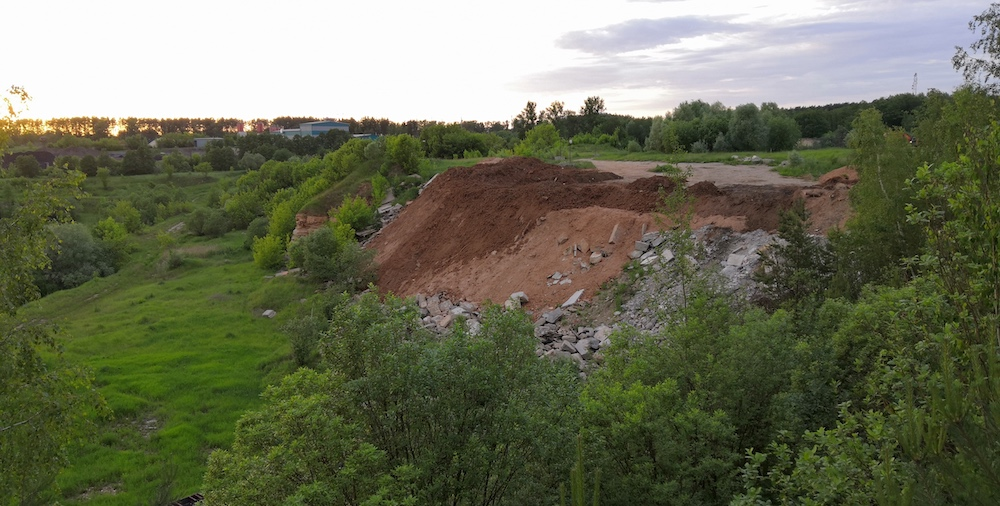
Карьер Заборье близ поселка Мирный

Серпуховский ярус (С1s англ. Serpukhovian Stage)— стратиграфическое подразделение, верхний (третий) ярус нижнего карбона. Выделен Сергеем Николаевичем Никитиным в 1890 году. Назван в честь города Серпухов Московской области. Стратотип расположен в 1 км западнее посёлка Мирный.

## Состав и возраст
Сложен известняками, доломитами, глинами. Возраст отложений 330,3 — 323,4 миллионов лет тому назад. Нижняя граница серпуховского яруса определяется по первому появлению конодонтов Lochriea ziegleri 

## Ископаемые
- Иглокожие Lamprosterigma parvicosiatus[7] .
- Kirchnerala treintamil (стрекозоподобное насекомое)